# Jakub Nowak (piłkarz)
Jakub Nowak (ur. 20 września 1963) – polski piłkarz, występujący na pozycji obrońcy.

## Życiorys
Wychowanek Zagłębia Sosnowiec, występował w zespołach trampkarzy i juniorów tego klubu. W 1981 roku został włączony do pierwszej drużyny. W seniorskiej drużynie zadebiutował w sezonie 1982/1983 I ligi. Ogółem w I lidze rozegrał 29 meczów, zdobywając dwa gole. W styczniu 1986 roku został zawodnikiem Zagłębianki Dąbrowa Górnicza.

## Statystyki ligowe
| Sezon         | Klub               | Liga   | Mecze | Gole |
| ------------- | ------------------ | ------ | ----- | ---- |
| 1981/1982     | Zagłębie Sosnowiec | I liga | 0     | 0    |
| 1982/1983     | Zagłębie Sosnowiec | I liga | 12    | 2    |
| 1983/1984     | Zagłębie Sosnowiec | I liga | 8     | 0    |
| 1984/1985     | Zagłębie Sosnowiec | I liga | 8     | 0    |
| 1985/1986 (j) | Zagłębie Sosnowiec | I liga | 1     | 0    |